# José Colombino Grassano
José Colombino Grassano (Itamogi, 12 de outubro de 1926 — Arapongas, 5 de agosto de 2020) foi um advogado, empresário e político brasileiro.
Filiado ao extinto Partido Social Democrático, foi prefeito de Arapongas entre 1955 e 1959.. Em 1963, foi novamente eleito prefeito de Arapongas na coligação PTN/PTB, exercendo o mandato até 1968. Em suas gestões, foi o idealizador do Parque Industrial da cidade, um dos maiores parques moveleiros do Brasil, e contribuiu na construção do Hospital João de Freitas. Além de prefeito, foi deputado estadual, ocupando uma cadeira na Assembleia Legislativa do Paraná por três mandatos.
Também foi Secretário da Educação e Cultura; e do Interior e Justiça no governo de Moysés Lupion, além de Chefe da Casa Civil no Governo Paulo Pimentel e auditor do Tribunal de Contas do Paraná. 

## Morte
Morreu em 5 de agosto de 2020.